# Vandans
Vandans – gmina w Austrii, w kraju związkowym Vorarlberg, w powiecie Bludenz. Według Austriackiego Urzędu Statystycznego liczyła 2599 mieszkańców (1 stycznia 2015).

## Współpraca
Miejscowość partnerska:
- Heitersheim, Niemcy